# 石佛镇 (大石桥市)
石佛镇，是中华人民共和国辽宁省营口市大石桥市下辖的一个乡镇级行政单位。

## 行政区划
石佛镇下辖以下地区：
建立村、大弓湾村、丝瓜村、聚宝村、石佛村、淮子沟村、前房村、张家岗村、北房村和北营村。